# Rothesteus
Rothesteus (* 4. Jahrhundert n. Chr.) – auch Rothesteos, Rothestes, oder  Radistis – war ein gotischer Kleinkönig (βασιλίσκος in den Quellen) unter dem terwingischen Herrscher Athanarich. Er war der Vater von Atharid, der eine führende Rolle bei der Ermordung des Hl. Sabas im Jahr 372 spielte. Rothesteus ist lediglich aus den Märtyrerakten des Heiligen bekannt. Der Titel „Kleinkönig“ meint wahrscheinlich einen gotischen Reiks, einen angesehenen Mann, der Anführer wohl einer Abteilung (gotisch kuni) der – in dem Fall terwingischen – Goten war.